# Mirpur Khas
Mirpur Khas (in urdu میرپور خاص) è una città del Pakistan, situata nella provincia del Sindh.